# Devarakeshavi, Belur
Devarakeshavi là một làng thuộc tehsil Belur, huyện Hassan, bang Karnataka, Ấn Độ.